# Chikayuki Mochizuki
Chikayuki Mochizuki (望月 慎之 Mochizuki Chikayuki?), född 20 maj 1972 i Shizuoka prefektur, är en japansk tidigare fotbollsspelare.
Mochizuki började sin karriär 1995 i Kyoto Purple Sanga. Han avslutade karriären 1996.